# Mary Renault
Mary Renault (pronunciat /rɛnoʊlt/), de nom de naixement Eileen Mary Challans (Forest Gate, Essex, Anglaterra, 1905 – Ciutat del Cap, 1983), fou una escriptora anglesa en anglès, coneguda per les seves novel·les històriques ambientades a l'antiga Grècia. A més de vius retrats de ficció de personatges clàssics com Teseu, Sòcrates, Plató i Alexandre el Gran, va escriure una biografia sobre aquest darrer.

## Obres

### Ficció
- Purposes of Love (als Estats Units: Promise of Love) (1939)
- Kind Are Her Answers (1940)
- The Friendly Young Ladies (als Estats Units: The Middle Mist) (1943)
- Return to Night (1947)
- The North Face (1948)
- The Charioteer (1953)

### Novel·les històriques
- The Last of the Wine (1956) - basada a Atenes durant la Guerra del Peloponès, el narrador és un estudiant de Sòcrates.
- The King Must Die (1958) - des del mite de Teseu fins a la mort del seu pare.
- The Bull from the Sea (1962) - rememoració de la vida de Teseu.
- The Mask of Apollo (1966) - sobre un actor de l'època de Plató i Dionís el Jove (breu aparició d'Alexandre al final del llibre).
- Fire from Heaven (1969) - sobre Alexandre el Gran des dels quatre anys fins a la mort del seu pare.
- The Persian Boy (1972) - des de la perspectiva de Bagoas, Alexandre el Gran després de la conquesta de Pèrsia.
- The Praise Singer (1978) - sobre el poeta Simònides de Ceos.
- Funeral Games (1981) - sobre els successors d'Alexandre.

### No ficció
- The Nature of Alexander (1975) - una biografia d'Alexandre el Gran.
- Lion in the Gateway: The Heroic Battles of the Greeks and Persians at Marathon, Salamis, and Thermopylae (1964) - sobre les guerres mèdiques.

### Ràdio
Michael Bakewell va adaptar The King Must Die i The Bull From the Sea com a part d'una sèrie d'onze capítols titulada The King Must Die per la BBC Radio 4. Fou dirigida per David Spenser, emesa entre el 5 de juny i el 14 d'agost de 1983 i protagonitzada per Gary Bond (Teseu), John Westbrook (Piteu), Frances Jeater (reina d'Eleusis), Carole Boyd (Etra), Alex Jennings (Amíntor), Sarah Badel, David March i Christopher Guard. El 17 de juny de 2003 es va reemetre a la BBC7.